# Macrolopha quadrimaculata
Macrolopha quadrimaculata es una especie de coleóptero de la familia Megalopodidae.

## Distribución geográfica
Habita en las Montañas Rwenzori (África).